# Јужна лепотица
Јужна лепотица (потиче од фр. belle, лепо) је архетип за младу жену из више класе америчког Старог Југа.